# Traité de Détroit (1855)
Pour les articles homonymes, voir Traité de Détroit.
 (février 2018).
Le contenu est difficilement compréhensible vu les erreurs de traduction, qui sont peut-être dues à l'utilisation d'un logiciel de traduction automatique.
Le traité de Détroit est un traité signé le 31 juillet 1855 à Détroit dans le Michigan entre le gouvernement des États-Unis et les Amérindiens Outaouais et Ojibwés.

## Négociations
Le traité contenait des dispositions visant à attribuer des terres individuelles aux Autochtones, soit des parcelles de 40 acres (16 ha) pour des particuliers et des parcelles de 80 acres (32 ha) pour des familles. Les huit premières dispositions du traité précisaient les emplacements précis des cantons qui étaient assignés aux six cantons des Premières Nations.
Les attributions des cantons devaient comprendre 40 acres (16 ha) pour chaque personne et 80 acres (32 ha) pour chaque chef de famille. Toutes les terres devaient être brevetées au nom du détenteur, mais aucun titre ne serait délivré pour une période de 10 ans. Les restrictions sur le titre interdisaient la vente ou le transfert des avoirs attribués pendant la période de 10 ans. Les autres dispositions se précisaient pour exempter les missions, les églises, les écoles et les colons résidant déjà dans les secteurs décrits0
Des dispositions ont été prises concernant l'agriculture et l'éducation. L'accord précisait que le « droit de pêche et de campement garanti aux Chippewas de Sault Ste-Marie par le traité du 16 juin 1820 » subsistait. Une disposition additionnelle indiquait que l'organisation combinée d'Outaouais et d'Ojibwés était dissoute et que toute négociation future avec les États-Unis, à l'exception du traité de 1855, serait organisée sans convention générale pour les deux peuples.
Le traité devient la base de nombreuses poursuites contre le gouvernement fédéral au XXe siècle. L'une des premières était la revendication territoriale de la Northern Michigan Ottawa Association (NMOA), déposée en 1948 par Waunetta et Robert Dominic. D'autres poursuites ont suivi, principalement parce que le règlement du jugement gagné n'a pas pu être distribué, car il n'y avait pas de gouvernements tribaux à qui la récompense pouvait être distribuée. Les bureaucrates du gouvernement ont déterminé que le langage du traité mettait fin aux tribus. Étant donné que le traité prévoyait la poursuite des négociations, il s'agissait de reconnaître que les unités tribales distinctes négocieraient au nom de leurs propres unités politiques et n'agiraient plus en tant qu'entité unique.
En 1970, la tribu Marie des Indiens Outaouais a été reconnue. Les cantons de Little Traverse Bay des Indiens Outaouais et le canton de Little River des Indiens Outaouais en 1994. Le canton Pokang a été reconnu en 1994 et le canton Nottawaseppi Huron a été reconnu en 1995.
En 1997, le gouvernement fédéral a mis en place un mécanisme de distribution de la récompense qui était détenue en 1972. Les revendications de pêche contestées continuent d'être un problème, tout comme la propriété des terres accordées par le traité, le droit d'imposer ces terres et l'autorité gouvernementale qui établit des codes juridiques pour les personnes vivant sur ces terres. En 2016, une affaire concernant les dispositions du traité a été déposée par le canton de Little Traverse Bay pour déterminer si l'attribution de cantons particuliers à des terres spécifiques dans le traité de 1855 constituait l'établissement d'une réserve tribale.

## Signataires
- Henry C. Gilbert, agent des Indiens ;
- August Hamlin, interprète ;
- John F. Godfroy, interprète ;
- G. T. Wendell ;
- A. J. Blackbird ;
- John F. Godfroy, interprète ;
- Williamm Cobmosy ;
- F. N. Gonfry.